# Cheracebus torquatus
Callicèbe à fraise, Titi à collier
Espèce
Synonymes
- Callicebus (Torquatus) torquatus (Hoffmannsegg, 1807)[2]
- Callicebus torquatus torquatus (Hoffmannsegg, 1807)[2]
- Callicebus torquatus (Hoffmannsegg, 1807)[2] [3]
- Callitrix [sic] torquatus Hoffmannsegg, 1807[2]

Statut de conservation UICN

 LC  : Préoccupation mineure
Statut CITES
Cheracebus torquatus (syn. Callicebus torquatus), le Callicèbe à fraise, Titi à collier ou encore Titi à fraise, est une espèce de primate de la famille des Pitheciidae faisant partie des singes du Nouveau-Monde, originaire du Brésil.

## Répartition

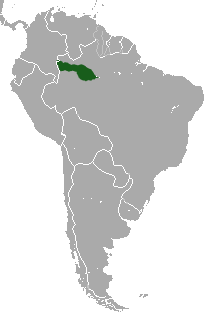
Répartition géographique en Amérique du Sud

On le rencontre principalement dans l'État brésilien de l'Amazonas.

## Classification
Cette espèce a été décrite pour la première fois en 1807 par le naturaliste allemand Johann Centurius von Hoffmannsegg (1766-1849). Auparavant classée dans le genre Callicebus, scindé en trois à la suite des travaux de phylogénie publiés en 2016-2017
,, l'espèce a été recombinée dans un nouveau genre, Cheracebus.  

## Statut de conservation
Préoccupation mineure selon l'UICN. Il n'y a pas de grandes menaces connues pour cette espèce à l'heure actuelle.